# Gregory Widen

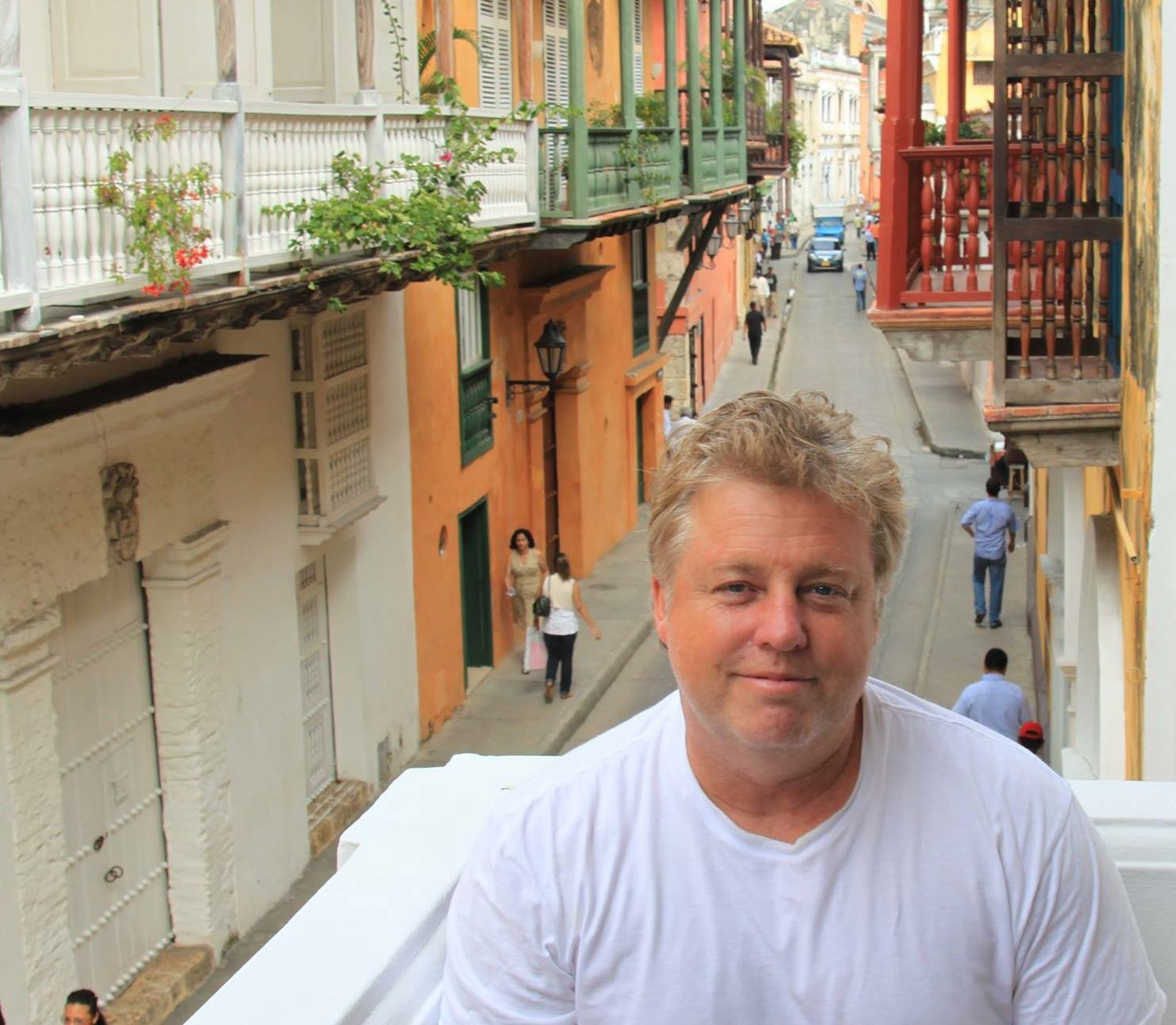
Gregory Widen, 2016

Gregory C. Widen (* 30. November 1958 in Los Angeles County) ist ein US-amerikanischer Drehbuchautor und Filmregisseur.

## Leben
Widen war noch Filmstudent an der UCLA, als er das Skript für den Fantasy-Film Highlander (1986) verkaufte. Der Film wurde ein großer kommerzieller Erfolg.
Anfang der 1980er Jahre hatte Widen drei Jahre lang als Feuerwehrmann in Südkalifornien gearbeitet. Er wurde Zeuge, wie ein Freund von einer Rauchgasexplosion (englisch „backdraft“) getötet wurde. Dieses Erlebnis wurde die Grundlage für sein Drehbuch des 1991 produzierten Films Backdraft, ein Drama unter Feuerwehrmännern. Auch für die 2019 veröffentlichte Fortsetzung Backdraft 2 verfasste er das Drehbuch.
Widens bisher einzige Regiearbeit ist der übernatürliche Thriller God’s Army (The Prophecy, 1995). Der Film, für den Widen auch das Drehbuch schrieb, handelt vom Kampf der Engel um die Vorherrschaft im Himmel. Der Film wurde für den Saturn Award der Academy of Science Fiction, Fantasy & Horror Films als bester Horrorfilm des Jahres nominiert.